# Saint-Agnan, Yonne
Saint-Agnan este o comună în departamentul Yonne, Franța. În 2009 avea o populație de 914 de locuitori.

## Evoluția populației
| An        | 1975 | 1982 | 1990 | 1999 | 2006 | 2009 |
| --------- | ---- | ---- | ---- | ---- | ---- | ---- |
| Populație | 208  | 331  | 727  | 774  | 879  | 914  |